# ŽRK Lokomotiva Mostar
ŽRK Lokomotiva je ženski rukometni klub iz Mostara. 

## Uspjesi
- najbolji strijelac prvenstva (6): Jasna Merdan-Kolar (1978. – 1983.)

- prvenstva
- doprvakinje prvenstva Jugoslavije: 1982./83.
- treće u prvenstvu Jugoslavije: 1983./84.

- junirski naslovi:
- prvakinje BiH: 2007./2008.[1]

## Poznate igračice
- Jasna Merdan-Kolar
- Ćamila Mičijević

## Vanjske poveznice
- ŽRK Lokomotiva Mostar